# Jana Horáková
Jana Horáková (* 4. září 1983 Prostějov) je česká cyklistka, závodí v disciplínách BMX a fourcross. V BMX závodí od roku 1991, ve fourcrossu od roku 2003. BMX jezdí za holandský team ONE bicycles a fourcross za český team RB. Stala se mistryní světa v BMX (2003, kategorie Cruiser 19) i ve fourcrossu (2004), účastnice OH 2008 v Pekingu. V Pekingu se jí však nesplnil medailový sen – při třetí jízdě před ní na trati spadla závodnice, došlo ke kolizi a nezaviněnému pádu, který znamenal 9. místo v konečném olympijském pořadí.

## Život
Je vysoká 172 cm, váží 65 kg, je svobodná. V roce 2005 ukončila studium na Pedagogické fakultě MU v Brně (učitelství 1. stupně) a poté absolvovala trenérství na Fakultě sportovních studií MU v Brně. Je zaměstnaná jako sportovní instruktorka.
Na mistrovství světa horských kol v září 2011 ve švýcarském Champéry, kde byla pátá ve fourcrossu, měla pozitivní test na látku clenbuterol. Disciplinární komise Českého svazu cyklistiky ji začátkem roku 2012 omilostnila. Proti tomuto rozhodnutí se však odvolala mezinárodní cyklistická unie UCI. Kvůli zastavené činnosti se v květnu 2012 nemohla zúčastnit Mistrovství světa v bikrosu v Birminghamu. Mezinárodní sportovní arbitrážní soud v Lausanne ji 28. června 2012 udělil dvouletý zákaz sportovní činnosti. Horáková tak přišla o účast na Olympijských hrách v Londýně. Rozhodnutí arbitráže označila za křivdu a za jediný možný způsob, jak se clenbuterol mohl dostat do jejího těla uvedla kontaminovanou stravu.

## Přehled výsledků

### BMX
- 1993 – ME (kategorie G9) – 1. místo
- 1995 – ME (kategorie G12) – 1. místo
- 1998 – ME (kategorie G15) – 1. místo
- 2001 – ME (kategorie JW) – 2. místo
- 2002 – ME (kategorie juniorky) – 3. místo
- 2003 – MS (kategorie Cruiser 19) – 1. místo
- 2003 – ME (kategorie Cruiser 19) – 1. místo

kategorie Elite woman
- 2002 – MS v Paulinii – 3. místo
- 2003 – ME ve Valletu – 1. místo
- 2004 – ME – 2. místo
- 2004 – MS – 5. místo
- 2005 – ME – 5. místo
- 2005 – MS – 6. místo
- 2007 – MS ve Victorii – 3. místo
- 2008 – MS v Tchaj-jüanu – 4. místo
- 2008 – LOH v Pekingu – 9. místo

### Fourcross
- 2003 – ME v Grazu – 3. místo
- 2004 – ME ve Wałbrzychu – 2. místo
- 2004 – MS v Les Gets – 1. místo
- 2005 – MČR – 1. místo
- 2006 – MS v Rotorua – 4. místo
- 2008 – MS ve Val di Sole – 2. místo